# گنئو
گنئو (به ژاپنی: 元応 Gen'ō)، نام یک عصر تاریخی ژاپنی بود. این عصر بعد از بونپو و قبل از گنکو قرار داشت و از آوریل ۱۳۱۹ تا فوریه ۱۳۲۱ میلادی به طول انجامید. در طی این عصر امپراتور گودایگو ژاپن بود.